# Crudia blancoi
Crudia blancoi là một loài thực vật có hoa trong họ Đậu. Loài này được Rolfe miêu tả khoa học đầu tiên.